# Görgeyit
Görgeyit ist ein sehr selten vorkommendes Mineral aus der Mineralklasse der „Sulfate (einschließlich Selenate, Tellurate, Chromate, Molybdate und Wolframate)“. Es kristallisiert im monoklinen Kristallsystem mit der chemischen Zusammensetzung K2Ca5[SO4]6·H2O und ist damit chemisch gesehen ein wasserhaltiges Kalium-Calcium-Sulfat.
Görgeyit entwickelt meist tafelige Kristalle mit glasähnlichem Glanz auf den Oberflächen. In reiner Form ist Görgeyit farblos und durchsichtig. Durch vielfache Lichtbrechung aufgrund von Gitterbaufehlern oder polykristalliner Ausbildung kann er aber auch weiß erscheinen und durch Fremdbeimengungen eine hellgelbe oder grünlichgelbe Farbe annehmen, wobei die Transparenz entsprechend abnimmt.
Mit einer Mohshärte von 3,5 bis 4 gehört Görgeyit zu den mittelharten Mineralen, die sich ähnlich wie das Referenzmineral Fluorit leicht mit einem Taschenmesser ritzen lassen.

## Besondere Eigenschaften
In kochendem Wasser löst sich Görgeyit zwar nur schlecht, das heißt, er verliert nur wenig bis gar kein Gewicht, allerdings werden die Kristallflächen rau.

## Etymologie und Geschichte
Erstmals entdeckt wurde Görgeyit im „Leopold Horizont“ des Bad Ischler Salzbergwerks in Oberösterreich und beschrieben 1953 durch Heimo Mayrhofer, der das Mineral nach dem österreichischen Mineralogen Rudolf von Görgey (Rudolf Görgey von Görgö und Toporcz, 1886–1915) benannte.
Ein von E. I. Nefedov 1954 beschriebenes und als Mikheevit bezeichnetes Mineral stellte sich trotz geringer Unterschiede in Zusammensetzung und Kristallsystem als identisch mit Görgeyit heraus.
Typmaterial des Minerals wird im Naturhistorischen Museum Wien (Katalog-Nr. M474) in Österreich und in der Harvard University (Katalog-Nr. 107559) in Cambridge, Massachusetts in den USA aufbewahrt.

## Klassifikation
In der veralteten 8. Auflage der Mineralsystematik nach Strunz gehörte der Görgeyit zur Mineralklasse der „Sulfate, Chromate, Molybdate, Wolframate“ und dort zur Abteilung „Wasserhaltige Sulfate ohne fremde Anionen“, wo er als einziger Vertreter im Anhang zur „Polyhalit-Reihe“ mit der Systemnummer VI/C.14 und den Hauptmitgliedern Leightonit und Polyhalit steht.
In der zuletzt 2018 überarbeiteten Lapis-Systematik nach Stefan Weiß, die formal auf der alten Systematik von Karl Hugo Strunz in der 8. Auflage basiert, erhielt das Mineral die System- und Mineralnummer VI/C.20-030. Dies entspricht der Klasse der „Sulfate, Chromate, Molybdate und Wolframate“ und dort der Abteilung „Wasserhaltige Sulfate, ohne fremde Anionen“, wo Görgeyit zusammen mit Campostriniit, Leightonit und Polyhalit eine unbenannte Gruppe mit der Systemnummer VI/C.20 bildet.
Die von der International Mineralogical Association (IMA) zuletzt 2009 aktualisierte 9. Auflage der Strunz’schen Mineralsystematik ordnet den Görgeyit in die Klasse der „Sulfate (Selenate, Tellurate, Chromate, Molybdate und Wolframate)“ und dort in die Abteilung „Sulfate (Selenate usw.) ohne zusätzliche Anionen, mit H2O“ ein. Hier ist das Mineral in der Unterabteilung „Mit ausschließlich großen Kationen“ zu finden, wo es als einziges Mitglied eine unbenannte Gruppe mit der Systemnummer 7.CD.30 bildet.
In der vorwiegend im englischen Sprachraum gebräuchlichen Systematik der Minerale nach Dana hat Görgeyit die System- und Mineralnummer 29.04.07.01. Das entspricht der Klasse der „Sulfate, Chromate und Molybdate“ und dort der Abteilung „Wasserhaltige Säuren und Sulfate“. Hier findet er sich innerhalb der Unterabteilung „Wasserhaltige Säuren und Sulfate mit (A+)2Bn(XO4)p × x(H2O)“ als einziges Mitglied in einer unbenannten Gruppe mit der Systemnummer 29.04.07.

## Bildung und Fundorte

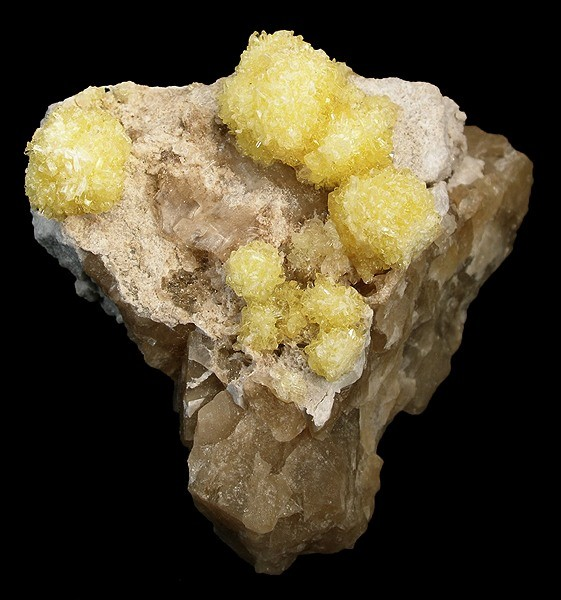
Zitronengelber Hydroboracit auf Görgeyit aus der Bor-Lagerstätte bei Atyrau, Kasachstan (Größe: 6,5 cm × 6,3 cm × 3,8 cm)

Görgeyit bildet sich sekundär in Evaporit-Lagerstätten und in Hydrothermal-Adern. Entsprechend kann das Mineral überwiegend mit anderen Evaporitmineralen wie unter anderem Anhydrit, Gips, Glauberit, Halit und Polyhalit, aber auch mit Cesanit und/oder Pyrit vergesellschaftet sein.
Neben seiner Typlokalität Bad Ischler Salzberg, das auch der bisher einzige bekannte Fundort in Österreich ist, konnte das Mineral bisher (Stand 2014) nur an fünf weiteren Fundorten entdeckt werden. Bekannt wurde dabei vor allem die Borlagerstätte „Inder B“ (auch Inder See bzw. Inder Salzdom) bei Atyrau in Kasachstan mit Kristallfunden von bis zu acht Zentimetern Länge.
Der bisher einzige bekannte Fundort in Deutschland ist die Grube Anna bei Alsdorf in Nordrhein-Westfalen.
Daneben fand man Görgeyit noch im Geothermalgebiet Cesano nahe dem Braccianosee in der italienischen Region Latium sowie in den Salzlagerstätten Jianghan (Wuhan) und Qu (Dazhou) in China.

## Kristallstruktur
Görgeyit kristallisiert monoklin in der Raumgruppe C2/c (Raumgruppen-Nr. 15) mit den Gitterparametern a = 17,51 Å; b = 6,82 Å; c = 18,21 Å und β = 113,3° sowie 4 Formeleinheiten pro Elementarzelle.